# Budu Mdiwani
Budu Mdiwani, właśc. Polikarpe Mdiwani (ros. Буду Мдивани (Поликарп Гургенович Мдивани), gruz. ბუდუ მდივანი; ur. 1877 w Tyflisie, zm. 10 lipca 1937 tamże) – gruziński działacz bolszewicki, ofiara wielkiej czystki.

## Życiorys
Studiował na Uniwersytecie Moskiewskim, z którego został wydalony za udział w wystąpieniach studenckich 1899 roku. Do Socjaldemokratycznej Partii Robotniczej Rosji wstąpił w 1903. Działał na Kaukazie Południowym.
W czasie wojny domowej w Rosji był członkiem rewolucyjnej rady wojennej (ros. riewwojensowiet) 11 Armii Armii Czerwonej oraz kierownikiem wydziału politycznego 10 Armii. W 1920 wszedł do Biura Kaukaskiego Komitetu Centralnego partii bolszewickiej, które przygotowywało rosyjski podbój niepodległych republik zakaukaskich (Azerbejdżanu, Armenii i Gruzji). W latach 1921–1923 stał na czele komitetu rewolucyjnego w Tbilisi i przewodniczył radzie związkowej Zakaukazia. Od 1923 do 1924 był członkiem komitetu koncesji w Moskwie. Od 1922 zasiadał w prezydium Komunistycznej Partii (bolszewików) Gruzji i był jej pierwszym sekretarzem. Opowiadał się za integracją Gruzji z Rosją Radziecką przy zachowaniu miejscowej odrębności i tradycji, sprzeciwiał się rusyfikacji (poglądy te reprezentowała grupa tzw. narodowych bolszewików gruzińskich).
3 lutego 1921 sprzeciwił się forsowanej przez Sergo Ordżonikidzego koncepcji natychmiastowego zjednoczenia wszystkich republik zakaukaskich w jednej republice związkowej, twierdząc, że proces ten, chociaż wskazany, powinien zostać wszechstronnie przygotowany i realizowany na przestrzeni wielu lat i za zgodą miejscowego społeczeństwa. Jego stanowisko poparli Filipe Macharadze, Kote Cincadze i Micha Okudżawa, podczas gdy po stronie Ordżonikidzego opowiedzieli się inni starzy bolszewicy gruzińscy – Szalwa Eliawa i Iwane Orachelaszwili. W odpowiedzi na opracowany przez Lenina projekt natychmiastowego utworzenia republiki zakaukaskiej Mdiwani, Cincadze, Malakija Toroszelidze i Sergo Kawtaradze skierowali do Moskwy depeszę protestacyjną, którą odrzucono, a jej autorów ogłoszono "nacjonalistami". Mdiwani, Cincadze i Kawtaradze nie pogodzili się z tą decyzją i 29 listopada na posiedzeniu Biura Kaukaskiego ponownie sprzeciwiali się zgrupowaniu wszystkich ziem zakaukaskich w jednej republice, powołując się na złe doświadczenia w zakresie współpracy Gruzinów, Azerów i Ormian w efemerycznej Zakaukaskiej Demokratycznej Republice Federacyjnej. Mdiwani bojkotował następnie prace powołanego w lutym 1922 Zakaukaskiego Krajowego Komitetu RKP (b) kierowanego przez Ordżonikidzego. Podobnie postępowali inni gruzińscy starzy bolszewicy, przez co sprawą zajęło się Biuro Organizacyjne Komitetu Centralnego partii bolszewickiej. Postawę Gruzinów uznano za naganne torpedowanie procesów integracji Zakaukazia. Mdiwani nawet wówczas nie zmienił stanowiska i 22 października 1922, po kolejnej zażartej dyskusji z Ordżonikidzem, został przez niego pobity. Cały Komitet Centralny Komunistycznej Partii (bolszewików) Gruzji demonstracyjnie złożył wówczas dymisję. Bójka w czasie posiedzenia partyjnego była przedmiotem badania komisji złożonej z Feliksa Dzierżyńskiego, Dmitrija Manuilskiego i Vincasa Mickevičiusa-Kapsukasa, która oprócz krytyki zachowania Ordżonikidzego potępiła także stanowisko Mdiwaniego (poza swoim mandatem). Takie rozwiązanie sprawy za niesłuszne uznał z kolei Lenin, który w ostatnich listach wysłanych przed wymuszonym chorobą wycofaniem się z czynnego uczestnictwa w polityce państwa domagał się ukarania Ordżonikidzego i ponownego zbadania sprawy gruzińskich bolszewików. Zakaukaska Federacyjna Socjalistyczna Republika Radziecka została utworzona ostatecznie w grudniu 1922, po burzliwej dyskusji na I Zjeździe Rad Zakaukazia.
Zmuszony do wyjazdu z Gruzji, od 1924 do 1928 był przedstawicielem handlowym ZSRR we Francji.
W 1928 został oskarżony o trockizm i na tej podstawie wydalony z partii, skazany na trzyletnią zsyłkę, zamienioną następnie na karę więzienia. Trzy lata później został do niej przyjęty powtórnie. Objął stanowisko ludowego komisarza przemysłu lekkiego Gruzińskiej SRR oraz przewodniczącego Rady Gospodarczej republiki, jak również zastępcy przewodniczącego Rady Komisarzy Ludowych Gruzińskiej SRR. W 1936 po raz drugi wykluczono go z partii. Razem z wieloma innymi czołowymi działaczami bolszewickimi Gruzji okresu rewolucji październikowej i wojny domowej Mdiwani został skazany na śmierć i stracony w czasie wielkiej czystki. Zrehabilitowany pośmiertnie.
Jego syn Arczil Mdiwani (1911–1937) był czołowym radzieckim tenisistą i również padł ofiarą wielkiego terroru.